# Втрати 115-ї окремої механізованої бригади
У статті описано деталі загибелі бійців 115-ї окремої механізованої бригади.

## Поіменний перелік

### 2022
- 16 квітня 2022 — Олександр Степанько, солдат.[1]
- 23 квітня 2022 — Химич Андрій Вячеславович, розвідувальний взвод. Загинув в місті Лисичанську Луганської області.[2]
- 27 квітня 2022 — Скібчик Віталій Васильович, головний сержант. Потрапив під мінометний обстріл під Сєверодонецьком.[3][4]
- травень 2023 — Микола Головатюк, полковник, заступник командира бригади. Помер від захворювання на фронті.[5]
- 20 червня 2022 — Борис Марчик, солдат, загинув у Луганській області.
- 17 серпня 2022 — Віктор Рудейчук, молодший сержант. Загинув у Бахмутському районі Донецької області.[6][7]
- 18 серпня 2022 — Кривда Валерій Петрович. 1971. Був головним сержантом. Загинув у населеному пункті Опитне Покровського району Донецької області при мінометному обстрілі[8]
- 17 вересня 2022 — Олег Бугай, солдат, помічник гранатометника 1-го механізованого батальйону. Загинув в районі населеного пункту Опитне Покровського району Донецької області.[9]
- 6 грудня 2022 — Кленков Євгеній Валерійович, солдат. Загинув внаслідок мінометного обстрілу поблизу Кліщіївки.[10]

### 2023
- 20 квітня 2023 — Осадчий Сергій Віталійович, механік-водій. Загинув неподалік села Волфине Сумської області.[11]
- 25 червня 2023 — Жигало Владислав, 1999 р.н. Стрілець-снайпер 3 механізованого відділення 1 механізованого взводу 1 механізованої роти 2 механізованого батальйону. Загинув під час виконання бойового завдання поблизу населеного пункту Роздолівка Бахмутського району Донецької області[12].
- 15 липня 2023 — Дериволков Леонід Георгійович, молодший сержант. Загинув в районі села Шуми Бахмутського району Донецької області.[13]
- 26 липня 2023 - Андрій Барна, 42 роки. Солдат, механік-водій. Помер в лікарні міста Дніпро від важких поранень, які отримав 19 липня під час виконання бойового завдання поблизу н.п. Богданівка Бахмутського району Донецької області[14].
- 29 серпня 2023 — Володимир Зубчик, старший солдат, старший навідник реактивної артилерійської батареї. Загинув у Харківській області.[15]
- 12 вересня 2023 — Незнамов Ігор Олексійович, стрілець-зенітник 1-го механізованого батальйону. Помер в Дніпровській обласній лікарні ім. І. І. Мечникова, поранений 8 вересня біля села Опитне Покровського району Донецької області.[16]
- 1 жовтня 2023 — Кравцов Євген, заступник командира батальйону. 4 грудня 1995, селище Білокуракине Луганської області.[17]
- 10 грудня 2023 — Юрченко Анатолій Васильович, старший лейтенант.[18]
- 17 грудня 2023 — Цимбалюк Максим Юрійович, 6.08.1984, м. Одеса. Солдат, навідник-оператор 2-го механізованого відділення 1-го механізованого взводу. Загинув під час виконання бойового завдання поблизу населеного пункту Синьківка Куп'янського району Харківської області[19].

### 2024
- 9 січня 2024 — Галушко Сергій Михайлович, солдат, старший водій-мінометник. Загинув в районі села Синьківка Куп'янського району Харківської області.[20]
- 12 квітня 2024 — Шевченко Богдан. 31 липня 1996, с. Конюшки. Загинув поблизу селища Очеретине Покровського району [21]
- 5 травня 2024 — Гурський Микола.[22]
- 19 серпня 2024 — Софроній Валентин Михайлович. 4.06.2001, с. Турятка, Тарашанська громада, Буковина. Загинув неподалік населеного пункту Піщане на Харківщині.[23][24]
- 7 вересня 2024 — Гордієнко Ігор Вікторович, молодший сержант, заступник командира бойової машини, навідник-оператор механізованого відділення. Загинув в районі села Макіївка Сватівського району Луганської області.[25]
- 4 жовтня 2024 — Запорожець Сергій Михайлович, солдат, стрілець [26][27]
- 3 листопада 2024 - Андрій Шкіль. Загинув біля села Серебрянка Донецької області. Тривалий час вважався зниклим безвісти[28].
- 8 листопада 2024 — Угера Тарас. 20.10.1985, м. Івано-Франківськ.[29][30]

### 2025
- 19 січня 2025 — Базелюк Сергій Володимирович, молодший лейтенант. Загинув в районі н.п. Колодязі, Краматорського району, Донецької області[31].
- 5 березня 2025 — Пасемко Володимир, 21.03.1996.Загинув в районі н.п. Колодязі, Донецької обл
- 4 квітня 2025 — Жук Тарас. 7.04.1979, с. Підбірці, Львівська область
- [32]